# 이글 대 샤크
《이글 대 샤크》(영어: Eagle vs Shark)는 뉴질랜드에서 제작된 타이카 와이티티 감독의 2007년 로맨틱 코미디 영화이다. 저메인 클레먼트 등이 출연하였다.

## 줄거리
숫기가 없고 인간 관계에 서툰 웰링턴 패스트 푸드 종업원 릴리는 비디오 게임 가게 점원인 기크 재러드에게 반해있다. 재러드는 동료 제니에게 전해달라며 좋아하는 동물 복장으로 참석해야 하는 코스튬 파티 초대장을 릴리에게 맡긴다.
제니가 초대장을 그냥 구겨서 버려버리자 릴리는 초대장을 주워 본인이 대신 간다. 수리(eagle) 코스튬을 입고 나타난 재러드는 릴리의 상어(shark) 코스튬과 뛰어난 게임 실력에 호감을 느끼고, 두 사람은 그대로 관계를 갖는다.
얼마 안 있어 재러드는 과거 고등학교 시절 자신을 괴롭힌 불량배 에릭에게 복수할 준비로 바쁘다며 릴리를 차버린다. 릴리는 재러드가 딱히 좋은 사람이 아니라는 건 알고 있지만 그의 곁에서 버티기로 마음을 먹는데...

## 출연진
- 저메인 클레먼트 - 재러드 로 역
- 로런 호즐리 - 릴리 매키넌 역
- 크레이그 홀 - 더그 데이비스 역
- 조엘 토벡 - 데이먼 매키넌 역
- 브라이언 서전트 - 조나 역
- 레이철 하우스 - 낸시 역
- 데이비드 파네 - 에릭 엘리시 역
- 타이카 와이티티 - 고든 역